# Джафаров, Джафар Мамед оглы
Джафар Мамед оглы Джафаров (азерб. Cəfər Məmməd oğlu Cəfərov; род. 21 апреля 1960, Нахичевань) — ректор Азербайджанского государственного педагогического университета (с 2016).

## Биография
Родился 21 апреля 1960 года в г. Нахичевань в семье инженера. Окончил Азербайджанский государственный университет, исторический факультет. С 1980 по 1983 год обучался в МГУ. В 1983 году поступил в аспирантуру МГУ. В 1987 году защитил диссертацию и получил степень кандидата исторических наук. 
С 1987 по 1994 год являлся старшим лаборантом, преподавателем, старшим преподавателем, доцентом кафедры истории Бакинского государственного университета.
С 1990 по 1994 год являлся научным секретарём по истории научного совета БГУ.
С 1992 по 1994 год являлся заместителем декана исторического факультета БГУ.
С 1994 по 1998 год являлся начальником Главного управления по работе с молодёжью Министерства молодёжи и спорта Азербайджана.
С 1998 по 2003 год являлся национальным координатором программы ООН «Усиление гражданского общества и увеличение потенциала неправительственных организаций в Азербайджане». 
С 2000 по 2001 год являлся научным исследователем Школы государственного управления Нью-Йоркского университета по программе Фулбрайта. Участвовал в реализации программы электронного правительства в офисе ООН (Нью Йорк). С 2000 года участвовал в программе США по современным проблемам.
На 1 съезде азербайджанцев мира в ноябре 2001 года избран членом правления координационного совета. 
В 2002 году являлся кандидатом в омбудсмены Азербайджана.
С 2003 по 2004 год являлся директором Международного пресс-центра.
С 2004 по 2006 год являлся национальным координатором программы ООН по развитию внутреннего туризма в Азербайджане.
17 февраля 2010 года защитил докторскую диссертацию в Институте истории НАНА. Получил степень доктора исторических наук.
С 2013 года профессор.
Автор более 90 книг, учебно-методических пособий, научных статей на темы современных проблем истории Азербайджана, азербайджанской деревни в конце 1920-х — 1930-х годах, развития гражданского общества, государственного управления, туризма, высшего педагогического образования, изданных в Азербайджане и за рубежом.
Участвовал в более 100 международных семинарах и конференциях в 36 странах.
Ректор Азербайджанского университета туризма и менеджмента (2006 — 23 июня 2016).
Ректор Азербайджанского государственного педагогического университета (с 23 июня 2016).
С 2013 по 2016 год являлся главным редактором журнала «Исследование туризма».
С 2016 по 2019 год являлся членом диссертационного совета Азербайджанского государственного педагогического университета по специальностям «Общая педагогика», «Педагогика и история образования», «Теория и методика обучения и воспитания». 
С 2019 года — председатель  диссертационного совета Азербайджанского государственного педагогического университета.
Главный редактор журналов «Новости Азербайджанского государственного педагогического университета», «Информационно-коммуникационные технологии в образовании», «История, человек и общество».
Член редакционной коллегии журналов «Азербайджанская школа», «Куррикулум», «Человеческий капитал» (журнал Московского университета, Москва), «Коммуникология», Вестник РГГУ. Серия «Евразийские исследования. История. Политология. Международные отношения». 
Член исполнительного совета Консорциума университетов Шёлкового пути Евразии.
В 2020 году был избран иностранным экспертом Совета по качеству высшего образования Турции.
12 декабря 2017 года получил звание почётного доктора Университета прикладных наук Кремса (Австрия).

## Награды
- Медаль «100-летие Азербайджанской Демократической Республики»
- Медаль «100-летие Бакинского Государственного Университета»
- Орден «Слава» (17 декабря 2021 года) — по случаю 100-летия Азербайджанского государственного педагогического университета и за заслуги в развитии образования в Азербайджане[4]
- Почётный работник туризма (2014, нагрудной знак)